# Мукау, Нгалайель
Нгалайель Мукау (нидерл. Ngal'ayel Mukau; род. 3 ноября 2004, Антверпен, Фламандский регион) — бельгийский и конголезский футболист, полузащитник клуба «Лилль» и сборной ДР Конго.

## Клубная карьера
Мукау — воспитанник клубов «Зюлте-Варегем» и «Мехелен». 8 января 2023 года в матче против «Зюлте-Варегем» он дебютировал в Жюпиле лиге в составе последнего.